# Марія Брамонт-Аріас
Марія Брамонт-Аріас (ісп. María Bramont-Arias, 13 серпня 1999) — перуанська плавчиня. Учасниця Чемпіонату світу з водних видів спорту 2017 на дистанції 1500 метрів вільним стилем.
Учасниця Чемпіонату світу з водних видів спорту 2019, де на дистанціях 5 і 10 кілометрів на відкритій воді посіла, відповідно, 10-те і 26-те місця.